# Situs solitus
Situs solitus és el terme mèdic que fa referència a la posició normal dels òrgans toràcic i abdominal. Anatòmicament, això significa que el cor està a l'esquerra amb l'aurícula pulmonar a la dreta i l'aurícula sistèmica a l'esquerra juntament amb l'àpex cardíac. Els òrgans del costat dret són el fetge, la vesícula biliar i un pulmó trilobulat, així com la vena cava inferior, mentre que els òrgans del costat esquerre són l'estómac, la melsa única, un pulmó bilobulat i l'aorta.
Les variants de la imatge normal són relativament poc freqüents. La reversió completa de tots els òrgans es coneix com a situs inversus, mentre que la reversió d'alguns òrgans, però no d'altres, s'anomena situs ambiguus o heterotaxia. La reversió aïllada del cor s'anomena dextrocàrdia.